# Anki
Anki (baseado na palavra japonesa 暗記 anki, significando memorização) é um programa open source de cartões de memorização, originalmente concebido para a aprendizagem de novas línguas. O programa utiliza da técnica de aprendizado chamada repetição espaçada para determinar, através de um algoritmo, o momento de revisão dos cartões de memorização utilizados pelo usuário. Ao revisar o cartão, o usuário avalia quão bem consegue lembrar-se do conteúdo previsto e, tal, avaliação será utilizada para definir a próxima data de revisão.
O programa roda em diversos dispositivos e suporta imagens, áudio, vídeos, HTML e marcação científica (via LaTeX ou via MathJax). 

## Características
- Anki possui versões para computador (Windows, Mac ou Linux), web (através de um navegador) e para smartphone (iPhone ou Android, sendo o último uma versão semi-oficial[2]);
- Sincronização entre os vários dispositivos com um servidor privado;
- Modelo de cartão flexível que lhe permite gerar múltiplas visualizações de informação e de entrada no formato que desejar. Não limitado a estilos pré-definidos;
- Otimizado para velocidade e decks de 100.000 cartões;
- Open Source;
- Escrito em Rust, Python, Typescript e Svelte. [3]

## História
- A versão 2.0 foi lançada em 6 de outubro de 2012[4].
- A versão 2.1 foi lançada em 6 de agosto de 2018[4].
- A versão 23.10 foi lançada em 31 de outubro de 2023[4] (o esquema de versionamento foi alterado para ano.mês).
- A versão 23.12 foi lançada em 24 de dezembro de 2023[4].
- A versão 24.04 foi lançada em 31 de março de 2024[4].
- A versão 24.06 foi lançada em 6 de junho de 2024[4].
- A versão 24.11 foi lançada em 26 de novembro de 2024[4].
- A versão 25.02 foi lançada em 11 de fevereiro de 2025[4].

## FSRS
FSRS (Free Spaced Repetition Scheduler) é um algoritmo baseado em uma variante do modelo DSR (dificuldade, estabilidade e recuperabilidade), usado para prever estados de memória. Foi introduzido no Anki 23.10.